# Ministero delle costruzioni, delle infrastrutture e dei trasporti (Serbia)
Il ministero delle costruzioni, delle infrastrutture e dei trasporti (in serbo Министарство грађевинарства, саобраћаја и инфраструктуре?, Ministarstvo građevinarstva, saobraćaja i infrastrukture) è un dicastero del governo serbo deputato alla gestione dell'edilizia, delle infrastrutture e dei trasporti.
L'attuale ministro è Darko Glišić, in carica ad interim dal 25 novembre 2024.